# Cupa României 2020-2021
Cupa României 2020-2021 a fost cea de-a 83-a ediție a celui mai vechi turneu eliminator din fotbalul românesc. Universitatea Craiova a învins în finală pe Astra Giurgiu cu 3-2 după prelungiri și a obținut cea de-a doua cupă din palmares, precum și accederea în turul II preliminar al UEFA Europa Conference League 2021-2022.

## Echipe participante
| Liga I 2019-2020 Toate echipele (14) | Liga a II-a 2019-2020 Fără echipele desființate (18) | Liga a III-a 2019-2020 Fără echipele secunde și câteva desființate (70) |
| - CFR Cluj - Universitatea Craiova - Astra Giurgiu - Botoșani - FCSB - Gaz Metan Mediaș - Viitorul Constanța - Hermannstadt - Sepsi Sfântu Gheorghe - Academica Clinceni - Voluntari - Politehnica Iași - Dinamo București - Chindia Târgoviște | - UTA Arad - Argeș Pitești - Mioveni - Petrolul Ploiești - Turris Turnu Măgurele - Rapid București - Metaloglobus București - SCM Gloria Buzău - Farul Constanța - Viitorul Târgu Jiu - ASU Politehnica Timișoara - Dunărea Călărași - Ripensia Timișoara - Universitatea Cluj - CSM Reșița - Concordia Chiajna - Miercurea Ciuc - Pandurii Târgu Jiu       | - Aerostar Bacău - Unirea Slobozia - CSM Slatina - FC U Craiova - Comuna Recea - Progresul Spartac București - Mostiștea Ulmu - Minaur Baia Mare - Foresta Suceava - Șoimii Lipova - Ceahlăul Piatra Neamț - Afumați - Flacăra Moreni - Crișul Chișineu-Criș - Viitorul Șelimbăr - Bucovina Rădăuți - Tunari - Alexandria - Flacăra Horezu - Cugir - Focșani - Înainte Modelu - Progresul Pecica - Luceafărul Oradea - Oțelul Galați - Popești-Leordeni - Vedița Colonești - Dumbrăvița - Sânmartin - Știința Miroslava - Viitorul Ianca - Unirea Bascov - Hunedoara - 1. FC Gloria - Ozana Târgu Neamț - Făurei - Blejoi - Ghiroda - Avântul Reghin - Șomuz Fălticeni - Agricola Borcea - Olimpic Cetate Râșnov - Gloria Lunca-Teuz Cermei - Sticla Arieșul Turda - Sporting Liești - Poseidon Limanu-2 Mai - Fortuna Becicherecu Mic - Unirea Dej - KSE Târgu Secuiesc - Metalul Buzău - SR Brașov - Viitorul Dăești - Sănătatea Cluj - Hușana Huși - Medgidia - Pucioasa - Deva - Unirea Alba Iulia - Axiopolis Cernavodă - Filiași - Dacia Unirea Brăila - Balotești - Poli Timișoara - Industria Galda - CSM Bacău - Odorheiu Secuiesc - Pașcani - Recolta Gheorghe Doja - Sporting Roșiori - Gilortul Târgu Cărbunești - SCM Zalău |
| 24 din cele 42 de reprezentante, una din fiecare județ1 | | |
| - Universitatea Alba Iulia (Alba) - Niciuna (Arad) - Niciuna (Argeș) - Viitorul Curița (Bacău) - Niciuna (Bihor) - Niciuna (Bistrița-Năsăud) - Dante Botoșani (Botoșani) - Olimpic Zărnești (Brașov) - Victoria Traian (Brăila) - CSA Steaua București (București) - Râmnicu Sărat (Buzău) - Niciuna (Caraș-Severin) - Oltenița (Călărași) - Arieșul Mihai Viteazu (Cluj) | - Victoria Cumpăna (Constanța) - Niciuna (Covasna) - Gloria Cornești (Dâmbovița) - Niciuna (Dolj) - Niciuna (Galați) - Dunărea Giurgiu (Giurgiu) - Jiul Rovinari (Gorj) - Niciuna (Harghita) - Jiul Petroșani (Hunedoara) - Înfrățirea Jilavele (Ialomița) - Niciuna (Iași) - Niciuna (Ilfov) - Sighetu Marmației (Maramureș) - Niciuna (Județul Mehedinți) | - Unirea Ungheni (Mureș) - Niciuna (Neamț) - Niciuna (Olt) - Niciuna (Prahova) - Olimpia MCMXXI (Satu Mare) - Sportul Șimleu Silvaniei (Sălaj) - Niciuna (Sibiu) - Niciuna (Suceava) - Niciuna (Teleorman) - Pobeda Star Bisnov (Timiș) - Flacăra Mihail Kogălniceanu (Tulcea) - CSM Vaslui (Vaslui) - Minerul Costești (Vâlcea) - Victoria Gugești (Vrancea) |

## Turul I
Toate meciurile s-au jucat pe 9 septembrie 2020.
| Echipa 1                        | Scor                | Echipa 2                     |
| ------------------------------- | ------------------- | ---------------------------- |
| 9 septembrie 2020               |                     |                              |
| Minerul Costeşti⁠(d) (3)         | 0–5                 | Viitorul Dăești (3)          |
| Jiul Rovinari (4)               | 0–3                 | CSO Filiași⁠(d) (3)           |
| Jiul Petroșani (3)              | Anulat              | Gilortul Cărbunești⁠(d) (3)   |
| CSM Deva (3)                    | 0–1                 | Ghiroda/Giarmata Vii (3)     |
| Pobeda Star Bisnov (4)          | 4–2                 | Becicherecu Mic⁠(d) (3)       |
| ACS Poli (3)                    | 2–2 d.p. 2–4 d.l.d. | Gloria LT Cermei⁠(d) (3)      |
| Șimleu Silvaniei (3)            | 1–1 d.p. 7–8 d.l.d. | SCM Zalău⁠(d) (3)             |
| Universitatea Alba Iulia (4)    | 1–1 d.p. 2–4 d.l.d. | Unirea Alba Iulia (3)        |
| Sănătatea Cluj (3)              | 1–1 d.p. 1–3 d.l.d. | Unirea Dej (3)               |
| Arieșul Mihai Viteazu (4)       | 0–3                 | Industria Galda⁠(d) (3)       |
| Unirea Ungheni (3)              | 4–1                 | Arieșul Turda (3)            |
| Odorheiu Secuiesc (3)           | 2–0                 | Avântul Reghin (3)           |
| Târgu Secuiesc (3)              | 1–1 d.p. 3–5 d.l.d. | FC Brașov (3)                |
| Olimpic Zărnești (4)            | 1–0                 | Cetatea Râșnov⁠(d) (3)        |
| Gloria Cornești (4)             | 0–3                 | Pucioasa⁠(d) (3)              |
| Dunărea Giurgiu (4)             | 1–7                 | Sporting Roșiori (3)         |
| CSA Steaua București (3)        | 6–0                 | CS Balotești (3)             |
| CSM Oltenița⁠(d) (3)             | 0–3                 | Agricola Borcea (3)          |
| Înfrățirea Jilavele (4)         | 1–3                 | Recolta Gheorghe Doja⁠(d) (3) |
| Râmnicu Sărat (3)               | 1–2                 | Metalul Buzău (3)            |
| Victoria Cumpăna (4)            | 3–0                 | Poseidon 2 Mai⁠(d) (3)        |
| Medgidia⁠(d) (3)                 | 0–3                 | Axiopolis Cernavodă⁠(d) (3)   |
| Flacăra Mihail Kogălniceanu (4) | 0–4                 | Dacia U Brăila (3)           |
| Victoria Traian (4)             | 0–3                 | CS Făurei (3)                |
| CSM Vaslui (4)                  | 0–5                 | Hușana Huși⁠(d) (3)           |
| Victoria Gugești (4)            | 0–4                 | Sporting Liești (3)          |
| Viitorul Curița (4)             | 0–3                 | CSM Bacău (3)                |
| Pașcani (3)                     | 3–0                 | Ozana Neamț (3)              |
| Dante Botoşani (3)              | 0–3                 | Șomuz Fălticeni (3)          |
| CSM Olimpia(4)                  | 0–1                 | Marmația (4)                 |

## Turul II
Toate meciurile s-au jucat pe 22 septembrie 2020.
| Echipa 1                     | Scor                | Echipa 2                   |
| ---------------------------- | ------------------- | -------------------------- |
| 22 septembrie 2020           |                     |                            |
| Unirea Dej (3)               | 7–0                 | 1. FC Gloria Bistrița (3)  |
| Marmația (4)                 | 1–2                 | Șimleu Silvaniei (3)       |
| CSC Sânmartin⁠(d) (3)         | 2–2 d.p. 6–5 d.l.d. | Luceafărul Oradea (3)      |
| Crișul Chișineu Criș⁠(d) (3)  | 0–2                 | Șoimii Lipova (3)          |
| Gloria LT Cermei⁠(d) (3)      | 3–1                 | Progresul Pecica (3)       |
| Pobeda Star Bisnov (4)       | 0–1 d.p.            | Dumbrăvița (3)             |
| Ghiroda/Giarmata Vii (3)     | 4–1                 | Corvinul (3)               |
| Unirea Ungheni (3)           | 0–1                 | Odorheiu Secuiesc (3)      |
| Industria Galda⁠(d) (3)       | 0–3                 | Unirea Alba Iulia (3)      |
| CSO Cugir (3)                | 3–4                 | Viitorul Șelimbăr (3)      |
| Viitorul Dăești (3)          | 5–0                 | Horezu⁠(d) (3)              |
| Sporting Roșiori (3)         | 0–3                 | CSM Alexandria (3)         |
| Unirea Bascov (3)            | 0–3                 | Vedița Colonești⁠(d) (3)    |
| Olimpic Zărnești (4)         | 0–3                 | FC Brașov (3)              |
| Pucioasa⁠(d) (3)              | 2–1                 | Moreni (3)                 |
| Metalul Buzău (3)            | 2–2 d.p. 5–4 d.l.d. | CS Blejoi (3)              |
| CSA Steaua București (3)     | 0–1                 | Popești-Leordeni (3)       |
| CS Tunari (3)                | 0–3                 | Afumați (3)                |
| Agricola Borcea (3)          | 3–1                 | Înainte Modelu⁠(d) (3)      |
| Victoria Cumpăna (4)         | 0–3                 | Axiopolis Cernavodă⁠(d) (3) |
| Recolta Gheorghe Doja⁠(d) (3) | 2–3                 | CS Făurei (3)              |
| Dacia U Brăila (3)           | 4–1                 | Viitorul Ianca (3)         |
| Oțelul (3)                   | 0–1                 | Focșani (3)                |
| Hușana Huși⁠(d) (3)           | 2–1                 | Sporting Liești (3)        |
| CSM Bacău (3)                | 0–4                 | Ceahlăul (3)               |
| Pașcani (3)                  | 0–2 d.p.            | Miroslava (3)              |
| Șomuz Fălticeni (3)          | 3–0                 | Bucovina Rădăuți (3)       |

## Turul III
Toate meciurile s-au jucat pe 6,7 și 8 octombrie 2020.
| Echipa 1                   | Scor                | Echipa 2                |
| -------------------------- | ------------------- | ----------------------- |
| 6 octombrie 2020           |                     |                         |
| Odorheiu Secuiesc (3)      | 0–2                 | Csíkszereda (2)         |
| CSM Alexandria (3)         | 0–3                 | Slatina (2)             |
| Ghiroda/Giarmata Vii (3)   | 4–2                 | Dumbrăvița (3)          |
| Popești-Leordeni (3)       | 0–1                 | Progresul Spartac (3)   |
| Gloria LT Cermei⁠(d) (3)    | 0–3                 | Șoimii Lipova (3)       |
| 7 octombrie 2020           |                     |                         |
| FCU Craiova (2)            | 1–1 d.p. 5–3 d.l.d. | Reșița (2)              |
| Mostiștea Ulmu⁠(d) (3)      | 3–1                 | Unirea Slobozia (2)     |
| Afumați (3)                | 2–3                 | Chiajna (2)             |
| Axiopolis Cernavodă⁠(d) (3) | 6–3                 | Agricola Borcea (3)     |
| Dacia U Brăila (3)         | 4–0                 | CS Făurei (3)           |
| Metalul Buzău (3)          | 0–2                 | Focșani (3)             |
| Hușana Huși⁠(d) (3)         | 2–1                 | Miroslava (3)           |
| Șomuz Fălticeni (3)        | 2–0                 | Foresta Suceava (3)     |
| Pucioasa⁠(d) (3)            | 1–1 d.p. 2–4 d.l.d. | FC Brașov (3)           |
| Viitorul Dăești (3)        | 2–2 d.p. 4–3 d.l.d. | Vedița Colonești⁠(d) (3) |
| Șimleu Silvaniei (3)       | 1–2                 | CSC Sânmartin⁠(d) (3)    |
| Ceahlăul (3)               | 3–0                 | Aerostar (2)            |
| Minaur Baia Mare (3)       | 0–2                 | FC Recea (2)            |
| 8 octombrie 2020           |                     |                         |
| CSO Filiași⁠(d) (3)         | 2–0                 | Pandurii (2)            |
| Unirea Dej (3)             | 0–2                 | U Cluj (2)              |

## Turul IV
Toate meciurile s-au jucat pe 20 și 21 octombrie 2020.
| Echipa 1                   | Scor                | Echipa 2               |
| -------------------------- | ------------------- | ---------------------- |
| 20 octombrie 2020          |                     |                        |
| Șoimii Lipova (3)          | 0–1                 | Ripensia (2)           |
| Viitorul Șelimbăr (3)      | 0–3                 | U Cluj (2)             |
| Progresul Spartac (3)      | 3–2 d.p.            | Academia Rapid (2)     |
| Slatina (3)                | 0–0 d.p. 8–9 d.l.d. | Turris-Oltul (2)       |
| CSO Filiași⁠(d) (3)         | 0–4                 | FCU Craiova (2)        |
| 21 octombrie 2020          |                     |                        |
| CSC Sânmartin⁠(d) (3)       | 4–3                 | FC Recea (3)           |
| Ghiroda/Giarmata Vii (3)   | 3–4 d.p.            | ASU Poli Timișoara (2) |
| FC Brașov (3)              | 0–1 d.p.            | Csíkszereda (2)        |
| Șomuz Fălticeni (3)        | 0–4                 | Ceahlăul (3)           |
| Hușana Huși⁠(d) (3)         | 0–2                 | Focșani (3)            |
| Dacia U Brăila (3)         | 1–2                 | SCM Gloria Buzău (2)   |
| Axiopolis Cernavodă⁠(d) (3) | 1–1 d.p. 3–5 d.l.d. | Farul (3)              |
| Mostiștea Ulmu⁠(d) (3)      | 1–2                 | Dunărea Călărași (2)   |
| Metaloglobus (2)           | 1–2 d.p.            | Petrolul (2)           |
| Chiajna (2)                | 1–0                 | Mioveni (2)            |
| Viitorul Dăești (3)        | 1–2 d.p.            | Viitorul-Pandurii (2)  |

## Șaisprezecimi
Meciurile s-au jucat pe 27, 28, 29 și 30 noiembrie 2020.
| 27 noiembrie 2020                 | Chindia                      | 1 – 1 (4 – 2 d.l.d.)                | Hermannstadt               | Giurgiu                                                                     |  |
| 18:00                             | Cherchez 43' · Fomba 28' 81' |                                     | 41' Santos · 85' 90' Pires | Stadion: Stadionul Marin Anastasovici Spectatori: 0 Arbitru: Andrei Antonie |  |
|                                   | Lovituri de departajare      |                                     |                            |                                                                             |  |
| Popa · Neguț · Iacob · Neicuțescu |                              | Buzan prim. · Addae · Vodă · Fortes |                            |                                                                             |  |

| 27 noiembrie 2020 | Progresul Spartac | 0 – 5 | CSU Craiova                                      | Craiova                                                     |  |
| 20:45             |                   |       | 29', 84' Mamut 35', 57' (pen) Bălașa 45+1' Ofosu | Stadion: Ion Oblemenco Spectatori: 0 Arbitru: Eduard Ioniță |  |

| 28 noiembrie 2020 | Turris Oltul | 1 – 0 | Sepsi            | Turnu Măgurele                                         |  |
| 11:00             | 58' Blănaru  |       | Achahbar 28' 62' | Stadion: Municipal Spectatori: 0 Arbitru: Cătălin Popa |  |

| 28 noiembrie 2020 | CSC Sânmartin⁠(d) | 0 – 1 | Dunărea Călărași | Sânmartin                                               |  |
| 12:00             |                  |       | 61' Petre        | Stadion: Comunal Spectatori: 0 Arbitru: Cristian Codrea |  |

| 28 noiembrie 2020 | FCU Craiova                                    | 1 – 3 | ASU Politehnica Timișoara                        | Craiova                                                           |  |
| 13:15             | 8' Compagno · Baeten 15' 35' · Diakite 63' 88' |       | 33' (pen) Munteanu 59' (pen) Ivanovici 85' Manea | Stadion: Ion Oblemenco Spectatori: 0 Arbitru: Andrei Lucian Țiții |  |

| 28 noiembrie 2020 | Viitorul Constanța    | 2 – 1 | Academica Clinceni | Constanța                                                        |  |
| 13:30             | 13' Birnoi 65' Banyoi |       | 92+2' Cordea       | Stadion: Stadionul „Farul” Spectatori: 0 Arbitru: Sorin Costreie |  |

| 28 noiembrie 2020 | Chiajna | 0 – 2 | Botoșani                    | Chiajna                                                                  |  |
| 13:30             |         |       | 69' Tircoveanu 90' Askovski | Stadion: Stadionul Concordia Spectatori: 0 Arbitru: George Cătălin Roman |  |

| 28 noiembrie 2020 | Viitorul-Pandurii | 1 – 0 | Argeș | Târgu Jiu                                                                           |  |
| 13:30             | 88' Cioiu         |       |       | Stadion: Stadionul Tudor Vladimirescu Spectatori: 0 Arbitru: Adrian Viorel Cojocaru |  |

| 28 noiembrie 2020 | Ceahlăul   | 1 – 2 | Petrolul               | Piatra-Neamț                                                    |  |
| 18:00             | 15' Curpan |       | 57' Buhaescu 77' Roige | Stadion: Stadionul Ceahlăul Spectatori: 0 Arbitru: Andrei Baciu |  |

| 28 noiembrie 2020 | Dinamo                        | 3 – 0 | Viitorul Constanța | București                                                     |  |
| 20:45             | 11', 89' Fabbrini 14' Sorescu |       |                    | Stadion: Stadionul Dinamo Spectatori: 0 Arbitru: Marius Avram |  |

| 29 noiembrie 2020 | Ripensia    | 1 – 5 | Astra Giurgiu                                     | Timișoara                                                             |  |
| 12:15             | 22' Sokovic |       | 5', 60' Montini 48' Răduț 83' Azulay 89' Gheorghe | Stadion: Stadionul Electrica Spectatori: 0 Arbitru: Dumitrache Bogdan |  |

| 29 noiembrie 2020 | Hușana Huși⁠(d)           | 2 – 8 | U Cluj                                                                 | Huși                                                  |  |
| 13:30             | 28' (pen), 86' Agrigoaei |       | 3', 49' Ștefănescu 12' Dican 15', 56' Golan 25', 38' Ribeiro 79' Berci | Stadion: Municipal Spectatori: 0 Arbitru: Robu Ovidiu |  |

| 29 noiembrie 2020 | Voluntari | 0 – 6 | Gaz Metan                                                   | Voluntari                                                                |  |
| 17:30             |           |       | 36' Butean 50' Manuel 53', 79' Deaconu 73' Horșia 88' Sambu | Stadion: Stadionul Anghel Iordănescu Spectatori: 0 Arbitru: Barbu Marian |  |

| 29 noiembrie 2020 | Politehnica Iași | 1 – 0 | CFR Cluj | Cluj-Napoca                                                                    |  |
| 20:30             | 63' Calcan       |       |          | Stadion: Stadionul Dr. Constantin Rădulescu Spectatori: 0 Arbitru: Dima Iulian |  |

| 30 noiembrie 2020 | Csíkszereda | 0 – 2 | UTA Arad                         | Miercurea Ciuc                   |  |
| 14:00             |             |       | 11' (pen) Morar 45+1' (pen) Hora | Stadion: Municipal Spectatori: 0 |  |

| 30 noiembrie 2020 | SCM Gloria Buzău | 0 – 3 (La masa verde) | FCSB | Buzău              |  |
| 20:45             |                  |                       |      | Stadion: Municipal |  |

## Optimi
Meciurile s-au jucat pe 9, 10 și 11 februarie 2021.
| Dunărea Călărași | 3 – 0 (La masa verde) | Turris Oltul |
| ---------------- | --------------------- | ------------ |
|                  |                       |              |

| Petrolul                        | 3 – 0 | Politehnica Iași |
| ------------------------------- | ----- | ---------------- |
| Moise 17' Țicu 45' Buhăescu 55' |       |                  |

| Viitorul Constanța | 0 – 3 | Chindia                            |
| ------------------ | ----- | ---------------------------------- |
|                    |       | 39' Berisha 70' Iacob 72' Grassano |

| U Cluj               | 2 – 1 | UTA Arad    |
| -------------------- | ----- | ----------- |
| Ogbu 32' Ribeiro 73' |       | 90+5' Petre |

| Dinamo    | 1 – 0 | FCSB |
| --------- | ----- | ---- |
| Nemec 55' |       |      |

| Viitorul-Pandurii | 1 – 0 | Gaz Metan |
| ----------------- | ----- | --------- |
| Paraschiv 15'     |       |           |

| ASU Politehnica Timișoara | 1 – 2 | Astra Giurgiu           |
| ------------------------- | ----- | ----------------------- |
| Coadă 27'                 |       | 59' Balaure 81' Montini |

| Botoșani | 0 – 1 | CSU Craiova       |
| -------- | ----- | ----------------- |
|          |       | 3' (pen) Cicâldău |

## Sferturi
Tragerea la sorți a avut loc pe 15 februarie 2021 la ora 10:30. Meciurile s-au jucat pe 2, 3 și 4 martie 2021.
| Chindia | 0 – 1 | CSU Craiova |
| ------- | ----- | ----------- |
|         |       | 25' Cîmpanu |

| U Cluj                | 1 – 3 | Viitorul-Pandurii                  |
| --------------------- | ----- | ---------------------------------- |
| Golan 2' · Luchin 75' |       | 69' (pen) Tegle 77', 86' Paraschiv |

| Petrolul    | 0 – 3 | Astra Giurgiu                           |
| ----------- | ----- | --------------------------------------- |
| Vajushi 86' |       | 51' Merloi 61' (pen) Krpić 81' Wüthrich |

| Dunărea Călărași | 1 – 3 | Dinamo                   |
| ---------------- | ----- | ------------------------ |
| Fotescu 67'      |       | 32', 44' Anton 62' Bejan |

## Semifinale
Tragerea la sorți a avut loc pe 16 martie 2021 la orele 11:00. În această fază, partidele se vor disputa în sistem tur-retur. Manșele tur s-au jucat pe 13 și 14 aprilie 2021, iar cele retur se vor desfășura pe 11 și 12 mai 2021.
| Echipa 1      | Scor gen.          | Echipa 2          | Tur   | Retur |
| ------------- | ------------------ | ----------------- | ----- | ----- |
| Astra Giurgiu | 1 – 1 (5 – 4 l.d.) | Dinamo            | 1 – 0 | 0 – 1 |
| CSU Craiova   | 5 – 2              | Viitorul-Pandurii | 3 – 0 | 2 – 2 |

### Tur
| Astra Giurgiu | 1 – 0 | Dinamo |
| ------------- | ----- | ------ |
| Krpić 4'      |       |        |

| CSU Craiova                   | 3 – 0 | Viitorul-Pandurii |
| ----------------------------- | ----- | ----------------- |
| Bic 9' Tudorie 47' Fedele 85' |       |                   |

### Retur
| Dinamo                                                       | 1 – 0 (d.p.) | Astra Giurgiu                                                   |
| ------------------------------------------------------------ | ------------ | --------------------------------------------------------------- |
| Radu 89'                                                     |              |                                                                 |
| Albentosa · Fabbrini · Anton · Grigore · Mihaiu · Nepomuceno | 4 – 5        | Krpić · Wüthrich · Gheorghe · Čanađija · Jovanović · Raspopović |

La scorul general 1–1, Astra Giurgiu s-a calificat în urma loviturilor de departajare.
| Viitorul-Pandurii      | 2 – 2 | CSU Craiova           |
| ---------------------- | ----- | --------------------- |
| Buia 17' Paraschiv 28' |       | 19' Ofosu 36' Tudorie |

Universitatea Craiova s-a calificat cu scorul general 5–2.

## Finala
Finala s-a desfășurat pe 22 mai pe Stadionul Ilie Oană din Ploiești.
| Astra Giurgiu                | 2 – 3   | CSU Craiova                       |
| ---------------------------- | ------- | --------------------------------- |
| Găman 17' (pen) Boé-Kane 93' | Detalii | 14' Ivan 100' Nistor 113' Screciu |